# بیچ پلیز ۲
«بیچ پلیز ۲» (انگلیسی: Bitch Please II) آهنگی از رپر آمریکایی امینم از آلبوم مارشال مترز ال‌پی است. رپرهایی همچون دکتر دره، اسنوپ داگ، نیت داگ و اگزیبیت نیز در این آهنگ می‌خوانند.